# Adrián Bastía
Adrián Jesús Bastía Beruzzi (Gobernador Crespo, 20 dicembre 1978) è un ex calciatore argentino, di ruolo centrocampista.

## Caratteristiche tecniche
È un mediano.

## Carriera
È cresciuto nelle giovanili del Vélez Sarsfield.